# Calloporina lunata
Calloporina lunata är en mossdjursart som först beskrevs av William MacGillivray 1860.  Calloporina lunata ingår i släktet Calloporina och familjen Microporellidae. Inga underarter finns listade i Catalogue of Life.